# 永畑道子
永畑 道子（ながはた みちこ、1930年（昭和5年）9月27日 - 2012年（平成24年）6月24日）は、日本の女性史家、ノンフィクション作家。

## 経歴
熊本市生まれ。熊本県立第一高等女学校、第五高等学校 (旧制)を経て、1953年熊本大学法文学部東洋史学科卒。熊本日日新聞社会部記者を務めたあと、福音館書店『母の友』編集部を経て、執筆活動に入る。女子美術短期大学教授を務めた。はじめ教育論が多かったが、50代以降、柳原白蓮、与謝野晶子、波多野秋子など、大正期の恋愛事件に関わる女性を描いたものが多くなった。晶子と有島武郎の間に恋愛があったとする『夢のかけ橋』と『華の乱』は、映画『華の乱』の原作となった。夫は評論家の永畑恭典。長男はピアニストの永畑雅人。姉は歌人の安永蕗子。
2012年6月24日、肺炎のために死去。81歳没。

## 著書
- 『お母さんと女教師』文化出版局（よつば新書）1977
- 『セピア色の本棚  わたしの選んだ五十二冊』エポナ出版 1977
- 『私の親子論』（シリーズ・現代家庭教育新書）明治図書出版 1978
- 『ひらかれたPTA』第三文明社（灯台ブックス）1978
- 『受験と非行の時代に』国土社 1979
- 『子どもの側に立つ 続私の親子論』明治図書出版 1981
- 『恋の華・白蓮事件』新評論 1982 のち文春文庫、藤原書店 2008
- 『PTA歳時記 わたしの教育論』新評論 1982 のち文春文庫
- 『炎の女 大正女性生活史』新評論 1982
- 『青春流転』新評論 1983
- 『シオンの花の恋物語』国土社（青春ノート）1983
- 『自立への序曲 私の親子論3』明治図書出版（シリーズ・現代家庭教育新書）1983
- 『新PTA読本』岩波ブックレット 1984
- 『ほんとうの学校を求めて』講談社現代新書 1984
- 『愛すればこそ 母と子の原点』毎日新聞社 1985
- 『夢のかけ橋 晶子と武郎有情』新評論 1985 のち文春文庫
- 『女感覚で生きる 仕事・子育て・老い』新評論 1986
- 『少女と戦争』（いま、子どもたちは）フレーベル館 1987
- 『華の乱』新評論 1988 のち文春文庫
- 『女が愛に向かいあうとき』海竜社 1988
- 『憂国の詩 鉄幹と晶子・その時代』新評論 1989 「鉄幹と晶子詩の革命」ちくま文庫
- 『花を投げた女たち その五人の愛と生涯』文藝春秋 1990
- 『愛に還れ 断崖に立つ子どもたち』主婦の友社 1991
- 『乱の女  昭和の女はどう生きたか』文藝春秋 1992
- 『世紀末家族 ちちははの海はどこへ』国土社 1992
- 『おんな撩乱 恋と革命の歴史』藤原書店 1993
- 『双蝶 透谷の自殺』藤原書店 1994
- 『人間の海 ある戦後ノォト』岩波書店 1994
- 『愛ひびきあう 近代日本を奔った女たち』筑摩書房 1996
- 『子育て大改革 もっと子どもに頼って!』海竜社 1996
- 『凛 近代日本の女魁・高場乱』藤原書店 1997、新版2017
- 『家族 それぞれの孤独』岩波書店 1998
- 『三井家の女たち 殊法と鈍翁』藤原書店 1999

## 編著
- たたかう中学生 永畑恭典共著 第三文明社 1976（灯台ブックス）
- 『PTA入門シリーズ 1 総論編 PTAとは何か』全国PTA問題研究会編 あすなろ書房 1983
- <非行>・学校・家族  新評論 1983（シリーズプラグを抜く 緊急増刊号）
- 子どもは訴える いじめ・非行・登校拒否をどうみるか 藤田恭平共編著 労働旬報社 1986
- フェミニズム繚乱 冬の時代への烽火 尾形明子共編著 社会評論社 1990（思想の海へ「解放と変革」）
- わが道はつねに吹雪けり 十五年戦争前夜 高群逸枝 藤原書店 1995